# Вулиця Степана Бандери (Коломия)
Вулиця Степана Бандери — одна з центральних і головних вулиць Коломиї. Бічна від вулиці Івана Гетьмана Мазепи та Івана Крип'якевича. Колишні назви: вулиця Першотравнева, до 1945 — вулиця З Мая. Довжина — 900 м.
Вулиця Степана Бандери з'єднує залізничну станцію з вулицею Гетьмана Івана Мазепи.
Від цієї вулиці йдуть бічні вулиці Василя Стефаника, Юрія Шкрумеляка, Андрія Сахарова, Дмитра Яворницького і Привокзальна.

## Історія
Прокладена в кінці 19 століття на ґрунтах колишнього землевласника Шрайбера. Первісна назва — Бічна Легіонів.
Після окупації Галичини поляками вулиці надано назву «З Мая» на честь польської конституції від 3 травня 1791, а 1945 перейменовано на Першотравневу — на честь шанованого в СРСР Міжнародного дня солідарності трудящих.
20 серпня і 10 вересня 1989 вулицею з вокзалу в напрямку до Студентського парку йшли на перші коломийські віча багатолюдні колони маніфестантів зі Львова, Івано-Франківська, Калуша, Долини, Чернівців та інші. Разом з тим, незважаючи на пильний нагляд міліції і таємних агентів КДБ, йшли й колони коломийців.
Рішенням міськвиконкому 1991 на знак протесту проти підриву в селі Старий Угринів Калуського району Івано-Франківської обл. пам'ятника Степанові Бандері, вул. Першотравневій надали ім'я національного героя України, Провідника ОУН Степана Бандери (1909—1959). Того ж року на розі Вулиці Степана Бандери, навпроти залізничного вокзалу відкрито пам'ятник Степанові Бандері.

## Визначні будівлі
Будинок № 2 на розі вулиці Гетьмана Івана Мазепи і Степана Бандери належав родині композитора Кос-Анатольського А. У 1950-х в ньому розмістили залізничну поліклініку, у 1944—1946 в її затоплених водою пивницях енкаведисти перед допитом тримали по шию у воді політв'язнів.
Навпроти, під № 7 — МПП кафе «Ватра».
У будинку, на місці котрого тепер будинок № 73, у ті роки засідав трибунал залізничних військ.
У багатоквартирному будинку № 9 від 1975 і до останніх своїх днів жив український письменник Бандурак Володимир (1915—1982).
Уздовж вулиці поблизу будинків № 1 — 13 міститься недіючий від 1950-х напівзруйнований польський цвинтар, де поховано багато коломийців польської національності. Там же стоїть напівзруйнований пам'ятник воякам австрійської армії, які загинули в боях за Коломию у роки Першої світової війни; пам'ятник «жертвам Косачова».
У будинку № 36 від 1990 — домівка Коломийського осередку Української республіканської партії (УРП).
У будинку № 38 перший поверх займав торговий комплекс «Галичанка». У 2016 на його місці відкрили супермаркет "Нива".
Уздовж вулиці навпроти будинків № 49 — 53 з кінця 1950-их розміщувалось єврейське кладовище, знищене 1987 за розпорядженням комуністичної міської влади. Його територія зараз частково зайнята під спортмайданчик ЗОШ № 4. На тому цвинтарі, за повідомленням Кобринського В., 1943 німці розстрілювали людей, в тому числі українців і поляків. Серед інших там убито і сина Кобринського В.
На вулиці наприкінці 1950-их вперше в Коломиї почали будувати багатоповерхові будинки, так звані «Хрущівки». Першим споруджено 4-поверховий будинок № 40, другим — № 42, третім — будинок на розі вулиці Степана Бандери і Юрія Шкрумеляка — № 17.
У залі будинку, що побудований 1969 на розі вулиці Степана Бандери і Дмитра Яворницького — № 28, відомого як клуб залізничників, 29 жовтня 1989 відбулася установча конференція Народного Руху Коломийщини, а 27 грудня 1989 — у присутності понад 1,5 тис. глядачів культурно-суспільне товариство «Поступ» влаштувало свій перший знаменитий концерт «Гей ви, стрільці січовії».